# Su-čou (Kan-su)
Su-čou (čínsky pchin-jinem Sùzhōu, znaky zjednodušené 肃州, tradiční 肅州) je městský obvod v městské prefektuře Ťiou-čchüan, provincie Kan-su, Čínské lidové republiky. Leží na východě prefektury, je sídlem prefekturní správy a má přes 340 tisíc obyvatel.
Su-čou je staré město s bohatou historií. Založeno bylo armádou čínské říše Chan roku 111 př. n. l. jako pohraniční vojenská pevnost na Hedvábné stezce. Skrze něj procházely karavany ze střední Asie, v sedmnáctém století zde např. skončil svou cestu portugalský jezuita a průzkumník Bento de Góis.